# Tom Hilde
Tom André Hilde (* 22. September 1987 in Bærum) ist ein ehemaliger norwegischer Skispringer. Er gewann mit norwegischen Teams vier Silbermedaillen bei Mannschaftswettbewerben Nordischer Skiweltmeisterschaften. Hinzu kommt eine Bronzemedaille bei den Olympischen Winterspielen 2010 in Vancouver.

## Werdegang
Nach dem Gewinn der Sommermeisterschaft auf der Normalschanze 2004 feierte Hilde in der Saison 2004/05 erste bedeutende Erfolge bei den Juniorenspringen im Rahmen des Norges Cup. Im Lauf der Saison konnte er vier Springen für sich entscheiden. Im Frühjahr 2005 wurde er bei der norwegischen Juniorenmeisterschaft Zweiter auf der Großschanze und Vierter auf der Normalschanze. Mit dem norwegischen Team erreichte er bei der Juniorenweltmeisterschaft im finnischen Rovaniemi den sechsten Platz, während er im Einzel 21. wurde. Im Jahr darauf rückte Hilde in die Herrenmannschaft auf. Er gewann in Vegårshei ein Springen des Norges Cup und wurde bei der norwegischen Meisterschaft auf der Normalschanze Sechster. Schließlich gab er am 10. März 2006 in Lillehammer sein Debüt im Weltcup und erreichte auf Anhieb Rang 19.
Seit der Saison 2006/07 gehörte er zum Nationalteam der norwegischen Skispringer. Dies legte der finnische Nationaltrainer Mika Kojonkoski in einem Ausscheidungsspringen fest. Er sagte wörtlich: „Wir finden, dass die Zeit reif für neue Energie und frisches Blut ist. Wir meinen, dass Tom und Anders genau das repräsentieren. Deshalb sind sie in der A-Nationalmannschaft.“ Tom Hilde wurde bereits im Voraus von den norwegischen Tageszeitungen als größte Nachwuchshoffnung im Skisprungzirkus gehandelt. Bei der Nordischen Skiweltmeisterschaft 2007 in Sapporo gewann Hilde zusammen mit Anders Bardal, Anders Jacobsen und Roar Ljøkelsøy die Silbermedaille im Teamspringen von der Großschanze. Im Einzel wurde er von der Großschanze Zwölfter und belegte von der Normalschanze den 21. Platz.
Im September 2007 zog er von Asker nach Lillehammer, um sich die lange Anfahrt zum Training zu sparen. Zum Saisonauftakt 2007/08 belegte er etwas überraschend den dritten Platz beim Weltcupspringen in Kuusamo und mit dem Team sogar den ersten Rang vor Österreich. Die Saison setzte er erfolgreich fort, erreichte insgesamt acht Podestplätze, und feierte am 12. und am 13. Januar 2008 in Val di Fiemme seine ersten zwei Weltcupsiege. Im Februar 2008 gewann er bei der Skiflugweltmeisterschaft in Oberstdorf Bronze im Team mit Bjørn Einar Romøren, Anders Bardal und Anders Jacobsen, während er im Einzel Elfter wurde. Am 9. März 2008 wurde er Zweiter in der Gesamtwertung des Nordic Tournaments. Beim Skifliegen in Planica am 15. März 2008 sicherte er sich mit seinem Team in gleicher Besetzung den ersten Platz. Die Saison schloss er mit dem vierten Platz im Gesamtweltcup ab. Außerdem ist er der jüngste norwegische Skispringer aller Zeiten, der einen Weltcupsieg für sich entscheiden konnte. Bei den norwegischen Meisterschaften in Trondheim am 30. März 2008 errang er auf der Normalschanze Rang 11 und mit dem Team „Askerhus Skikrets“ (Henning Stensrud, Bjørn Einar Romøren und Kim Rene Elverum Sorsell) Gold.
Bei den Skiweltmeisterschaften 2009 im tschechischen Liberec gewann er im Mannschaftswettbewerb von der Großschanze gemeinsam mit Anders Bardal, Johan Remen Evensen und Anders Jacobsen erneut die Silbermedaille. In den Einzelwettbewerben wurde er 16. von der Normal- und 23. von der Großschanze.
Bei den Olympischen Winterspielen 2010 in Vancouver erreichte er im Springen von der Normalschanze gemeinsam mit dem Tschechen Roman Koudelka den 12. Platz, während er von der Großschanze Elfter wurde. Mit seinen Mannschaftskameraden Anders Bardal, Johan Remen Evensen und Anders Jacobsen gewann er im Teamspringen die Bronzemedaille. Bei den Skiflugweltmeisterschaften desselben Jahres wurde er im slowenischen Planica 29. im Einzel.
Bei den Skiweltmeisterschaften 2011 in Oslo gewann er in den Mannschaftswettbewerben sowohl von der Großschanze (gemeinsam mit Anders Jacobsen, Johan Remen Evensen und Anders Bardal) als auch von der Normalschanze (mit Jacobsen, Bardal und Bjørn Einar Romøren) die Silbermedaille. In den Einzelwettbewerben wurde er Fünfter von der Normal- und Zehnter von der Großschanze.
Beim Auftakt der Vierschanzentournee 2011/12 in Oberstdorf stürzte Hilde. Dabei brach er sich einen Rückenwirbel und zog sich Gesichtsverletzungen zu. Nach dem Sturz äußerte er: „Skispringen braucht Stürze. Es muss gefährlich sein, um die Leute dabei zu halten. Sie sehen sich Skispringen an, weil es Spaß bringt und ein bisschen gefährlich ist – so sollte es bleiben“. Nach gerade einmal zwei Monaten Pause gab er beim Skifliegen in Oberstdorf am 17. Februar 2012 sein Comeback.
Bei den Skiweltmeisterschaften 2013 im italienischen Predazzo belegte er in den Mannschaftswettbewerben sowohl mit der Männermannschaft von der Großschanze als auch mit dem Mixedteam von der Normalschanze jeweils den vierten Platz. In den Einzelwettbewerben wurde er Zehnter von der Normal- und 14. von der Großschanze. Im Juni 2013 wurde Hilde am Knöchel operiert, da er starke Schmerzen verspürt hatte.
In den darauffolgenden Jahren konnte er nicht mehr an seine vorherigen Leistungen anknüpfen und startete zeitweise im Skisprung-Continental-Cup, dessen Winterwertung er in der Saison 2015/16 gewann (in der Gesamtwertung aus Sommer und Winter wurde er Vierter).
Anfang März 2018 kündigte Hilde an, beim Raw Air-Wettbewerb in Lillehammer seine Karriere zu beenden. Seit Juni 2018 gehört er zum Trainerteam der norwegischen Mannschaft der Nordischen Kombination.

## Trivia
- Anfang April 2008 nahm Hilde eine Statistenrolle als Blumenjunge in seiner Lieblingsserie Hotel Cæsar an.
- Hilde hat zwei Geschwister: Seinen älteren Bruder Terje, der ebenfalls Skispringer war, und seinen jüngeren Bruder Truls.

## Erfolge

### Weltcupsiege im Einzel
| Nr. | Datum           | Ort           | Typ         |
| --- | --------------- | ------------- | ----------- |
| 1.  | 12. Januar 2008 | Val di Fiemme | Großschanze |
| 2.  | 13. Januar 2008 | Val di Fiemme | Großschanze |
| 3.  | 6. Januar 2011  | Bischofshofen | Großschanze |

### Weltcupsiege im Team
| Nr. | Datum             | Ort         | Typ         |
| --- | ----------------- | ----------- | ----------- |
| 1.  | 30. November 2007 | Kuusamo     | Großschanze |
| 2.  | 16. Februar 2008  | Willingen   | Großschanze |
| 3.  | 15. März 2008     | Planica     | Flugschanze |
| 4.  | 21. März 2009     | Planica     | Flugschanze |
| 5.  | 6. März 2010      | Lahti       | Großschanze |
| 6.  | 10. Dezember 2011 | Harrachov   | Großschanze |
| 7.  | 23. November 2012 | Lillehammer | Großschanze |
| 8.  | 17. Februar 2013  | Oberstdorf  | Flugschanze |

### Weltcup-Platzierungen
| Saison  | Platz | Punkte |
| ------- | ----- | ------ |
| 2005/06 | 62.   | 0012   |
| 2006/07 | 20.   | 0281   |
| 2007/08 | 04.   | 1228   |
| 2008/09 | 24.   | 0269   |
| 2009/10 | 26.   | 0180   |
| 2010/11 | 05.   | 0903   |
| 2011/12 | 29.   | 0158   |
| 2012/13 | 11.   | 0618   |
| 2013/14 | 48.   | 0092   |
| 2014/15 | 39.   | 0118   |
| 2015/16 | 37.   | 074    |
| 2016/17 | 56.   | 016    |

### Grand-Prix-Siege im Einzel
| Nr. | Datum           | Ort    | Typ         |
| --- | --------------- | ------ | ----------- |
| 1.  | 26. August 2011 | Hakuba | Großschanze |
| 2.  | 27. August 2011 | Hakuba | Großschanze |

### Grand-Prix-Siege im Team
| Nr. | Datum          | Ort          | Typ           |
| --- | -------------- | ------------ | ------------- |
| 1.  | 8. August 2009 | Hinterzarten | Normalschanze |

### Grand-Prix-Platzierungen
| Saison | Platz | Punkte |
| ------ | ----- | ------ |
| 2006   | 25.   | 098    |
| 2007   | 46.   | 043    |
| 2008   | 35.   | 066    |
| 2009   | 12.   | 207    |
| 2010   | 05.   | 284    |
| 2011   | 03.   | 443    |
| 2012   | 07.   | 238    |
| 2013   | 10.   | 223    |
| 2014   | 19.   | 106    |
| 2016   | 58.   | 026    |

### Continental-Cup-Siege im Einzel
| Nr. | Datum             | Ort           | Typ         |
| --- | ----------------- | ------------- | ----------- |
| 1.  | 28. Dezember 2014 | Engelberg     | Großschanze |
| 2.  | 28. Dezember 2015 | Engelberg     | Großschanze |
| 3.  | 23. Januar 2016   | Sapporo       | Großschanze |
| 4.  | 10. Januar 2018   | Bischofshofen | Großschanze |

### Schanzenrekorde
| Ort     | Land      | Weite               | aufgestellt am | Rekord bis    |
| ------- | --------- | ------------------- | -------------- | ------------- |
| Planica | Slowenien | 138,5 m (HS: 130 m) | 22. März 2014  | 22. März 2014 |